# Japansk teceremoni
Japansk teceremoni (japansk: 茶の湯, cha-no-yu) er en japansk tradition, hvor drikning af te blev ophøjet til en kunstform.

## Historie
Te kom til Japan fra Kina i det 9. århundrede, og i det 13. århundrede blev grøn te (matcha, 抹茶) brugt i ceremonien populær. Den japanske teceremonis udformning i dag blev skabt af japaneren Sen no Rikyu (1522-1591) i det 16. århundrede.

## Beskrivelse
Japansk teceremoni er et roligt øjeblik kombineret med nydelse af te, som har til formål at give indre fred og ro i sindet. Teceremonien er præget af samme tilbageholdenhed og raffinement som mange andre japanske traditioner. Der er en vært, der modtager gæster. Omkring huset er der normalt en have. Når gæsterne ankommer, går de på en sti gennem haven til den lille veranda. Turen gennem den grønne have har til formål at berolige sanserne. Gæsterne vasker sig ved springvandet i haven. Indgangen til verandaen er normalt lav, så gæsterne kommer ind med hovedet ydmygt bøjet. Ved afvaskningen kan gæsterne symbolisk tørre alle verdslige bekymringer væk og træde ind i tavshedens oase. Der er ikke meget tale under ceremonien udover hilsen ved ankomsten. Gæsterne sætter sig derefter på tatamimåtten på gulvet. Alle bevægelser er ceremonielle og afmålte. Gæsterne sidder og ser på ceremoni-mesteren under forberedelsen af teen. De betragter blomsterne og de billeder, der er blevet præsenteret på alteret. Alle anvendte genstande skal opfylde princippet om sabi og wabi: enkelhed, originalitet og elegance. Ceremonien foregår i stilhed. Teceremonien kan kombineres med forskellige begivenheder, såsom nytårsfest, ceremonien at se nymånen eller ved hanami-ceremonien, hvor man beundrer de nyudsprungne kirsebærblomster.

## Bygning
Et værelse med tatami-måtte på gulvet betragtes som det ideelle sted for teceremonien, men ethvert sted, hvor det nødvendige udstyr til fremstilling og servering af teen forekommer, og hvor værten kan lave te foran den siddende gæster, kan benyttes. En teceremoni kan endda holdes udendørs som en picnick (kendt som nodate (野 点)).
Et værelse indrettet til teceremonien i wabi-stil kaldes en chashitsu og er ideelt med et gulv, hvor der kan ligge en 4,5 tatami (måtte). Værelset skal have et sænket ildsted indbygget i gulvet, lavt loft, en alkove til hængende ruller og placering af andre dekorative genstande, og separate indgange for vært og gæster. Værelset må også gerne have et tilknyttet forberedelsesområde kaldt for mizuya (水屋). Et 4,5 tatami stort værelse betragtes som standard, men også mindre og større værelser kan bruges. Byggematerialer og dekorationer er bevidst simple og rustikke i wabi-stil teværelser. Chashitsu kan også betegne fritstående bygninger, kaldet tehuse på dansk, som er designet udelukkende til tedrikning. Tehuse kan indeholde flere teværelser i forskellige størrelser og stilarter, omklædningsrum, venteværelser og andre faciliteter og kan være omgivet af en tehave kaldet roji.

## Billedegalleri
- Der serveres te
- Te-æske bruges i japansk teceremoni
- Bambuspensel til at skumme matcha-pulveret med
- Tekop fra 17. århundrede
- Det sænkede ildsted i gulvet
- Gammelt japansk maleri af teceremoni
- Udsigt fra tehuset
- Gyokuro, en anden variant af japansk tekultur
- Teceremoni redskaber
- Deltagerne er normalt klædt i traditionel kimono
- Grøn te (matcha)